# Istituto internazionale per la ricerca sul riso
L'Istituto internazionale per le ricerche sul riso (in ingl. International Rice Research Institute) conosciuto come  IRRI è una ONG che si occupa di ricerca e addestramento in campo agricolo, specificatamente per quanto riguarda il riso, la cui sede ufficiale si trova nelle Filippine a Los Baños (Provincia di Laguna) e che dispone di uffici in sedici paesi.
  Essa fu fondata nel 1960 per sviluppare nuove varietà di riso e tecniche di raccolta con mezzi sostenibili da famiglie di poveri risicultori e per migliorare le loro condizioni, tenendo conto delle esigenze dell'ambiente.
L'istituto è uno dei quindici centri di ricerca nel mondo che formano il CGIAR (dall'ingl. Consultative Group for International Agricultural Research ovvero "gruppo consultivo per le ricerche internazionali in agricoltura"). È anche il maggior centro di ricerca agricola senza fini di lucro in Asia.

## Origini
L'IRRI fu fondato nel 1960 con il sostegno della Ford Foundation, della Fondazione Rockefeller e del governo delle Filippine.

## Attività
L'IRRI è noto per il suo contributo al movimento della rivoluzione verde in Asia alla fine degli anni '60 e durante gli anni '70, che coinvolse la coltivazione delle varietà di riso semidwarf, che erano meno facili da piantare. Le varietà sviluppate dall'IRRI, note come "varietà IR", sono ben accette in molti paesi asiatici. Nel 2005 fu stimato che il 60% delle aree mondiali coltivate a riso riguardavano varietà create dall'IRRI o da relative progenie. Un rapporto pubblicato nel 2011dal Centro Australiano per le Ricerche in Agricoltura ha riconosciuto l'importanza del lavoro di ricerca dell'IRRI in tre paesi del sud-est asiatico tra il 1985 e il 2009. Esso ha calcolato che tale lavoro di ricerca ha procurato un beneficio annuo di 1,46 miliardi di dollari e incrementato i raccolti di riso del 13%.

## Ricerche
Gli scopi delle ricerche dell'IRRI concernono:
- Conservare, comprendere, condividere ed utilizzare specie genetiche diverse di riso
- Coltivare e diffondere nuove varietà di riso
- Sviluppare e condividere raccolti migliorati e pratiche di coltivazione
- Aggiungere valore economico e nutrizionale al riso
- Diffondere le sue attività sostenendo sviluppi di strategia politica e di marketing
- Facilitare l'adozione su larga scala delle tecniche di coltivazione del riso

## Riconoscimenti
- Ramon Magsaysay Award for International Understanding,[10] nel 1969
- Premio "Frontiere della Conoscenza" nella categoria Sviluppo e Cooperazione, istituito dalla Fondazione del Banco Bilbao Vizcaya Argentaria, nel 2010